# کیپ منتل
کیپ منتل (انگلیسی: Cape Mentelle) شرکت نوشیدنی فرانسوی است، که در سال ۱۹۷۰ تأسیس شد.